# Presidio Ventures
Presidio Ventures — американська венчурна компанія, яка розташована в Кремнієвій долині. Входить до кейрецу Sumitomo Group.

## Історія
Компанія була заснована в 1998 році як дочірня компанія Sumitomo Corporation. В 1999 Presidio Ventures інвестувала в компанію AdKnowledge, що стала однією з перших банерних мереж.
Одним з найвідоміших проектів компанії стала компанія MySQL, привернувши Presidio Ventures як стратегічного інвестора. Пізніше, в 2008, компанія була продана Sun Microsystems за $ 1 млрд.
У 2002 створюється біотехнологічна компанія Agrivida, що спеціалізується на виробництві хімічних речовин, палива та біопродуктів з целюлозної біомаси.
У тому ж році Presidio Ventures інвестує в Cambrios — виробника наноматеріалів для дисплеїв.
У 2006 компанія входить в капітал компанія Catalytic Solutions, що спеціалізується на виробництві каталізаторів для автомобілів.

## Компанія сьогодні
На сьогодні компанія працює через 3 відділення: в Кремнієвій долині, Бостоні і Нью-Йорці. Presidio Ventures інвестувала в понад 100 стартапів на суму близько $ 200 млн.